# Svärdsjön
Svärdsjön är en sjö i Falu kommun i Dalarna och ingår i Dalälvens huvudavrinningsområde. Sjön är 17,5 meter djup, har en yta på 5,36 kvadratkilometer och befinner sig 137,1 meter över havet. Sjön avvattnas av Svärdsjövattendraget. Vid provfiske har bland annat abborre, braxen, gers och gädda fångats i sjön.

## Delavrinningsområde
Svärdsjön ingår i det delavrinningsområde (673682-150672) som SMHI kallar för Utloppet av Svärdsjön. Medelhöjden är 183 meter över havet och ytan är 33,78 kvadratkilometer. Räknas de 160 avrinningsområdena uppströms in blir den ackumulerade arean 1 845,45 kvadratkilometer. Lillälven som avvattnar avrinningsområdet har biflödesordning 2, vilket innebär att vattnet flödar genom totalt 2 vattendrag innan det når havet efter 243 kilometer. Avrinningsområdet består mestadels av skog (59 procent). Avrinningsområdet har 5,34 kvadratkilometer vattenytor vilket ger det en sjöprocent på 15,8 procent. Bebyggelsen i området täcker en yta av 1,46 kvadratkilometer eller 4 procent av avrinningsområdet.

## Fisk
Vid provfiske har följande fisk fångats i sjön:
- Abborre
- Braxen
- Gärs
- Gädda
- Lake
- Löja
- Mört
- Nors
- Siklöja